# Maria Izabela Salvat y Romero
Maria Izabela Salvat y Romero (ur. 20 lutego 1926 w Madrycie, zm. 31 października 1998 w Sewilli) – hiszpańska zakonnica, święta Kościoła katolickiego.
Pochodziła z zamożnej rodziny. W dniu 8 grudnia 1944 roku rozpoczęła nowicjat w Towarzystwie Krzyża. 9 czerwca 1945 roku podczas obłóczyn otrzymała habit, a także przybrała imię zakonne Maria de la Purisima de la Cruz (Maria od Najczystszej od Krzyża). 9 grudnia 1952 roku złożyła śluby wieczyste. 11 lutego 1977 roku została wybrana przełożoną generalną. Zmarła mając 72 lata.
Beatyfikował ją papież Benedykt XVI w dniu 18 września 2010 roku. 
5 maja 2015 papież Franciszek wydał dekret w sprawie cudu za wstawiennictwem bł. Marii Izabeli Salvat y Romero. 27 czerwca 2015 w Watykanie odbył się konsystorz nadzwyczajny na którym papież Franciszek wyznaczył 18 października 2015 jako dzień w którym Maria Izabela i troje innych błogosławionych (m.in. małżeństwo Ludwik i Maria Martin) zostaną ogłoszonymi świętymi Kościoła katolickiego. Tego dnia podczas trwającego synodu biskupów na temat rodziny, papież Franciszek dokonał kanonizacji bł. Marii od Niepokalanego Poczęcia, bł. Wincentego Grossiego oraz bł Marię Zelię i Ludwika Martin.